# خانه ناصرالدین میرزا
خانه ناصرالدین میرزا مربوط به دوره قاجار است و در تهران، خیابان صوراسرافیل، ناصرالدین میرزا، پ ۱۶ واقع شده و این اثر در تاریخ ۳۰ تیر ۱۳۸۴ با شمارهٔ ثبت ۱۲۲۱۴ به‌عنوان یکی از آثار ملی ایران به ثبت رسیده‌است.
این خانه بین ساله‌های ۱۲۸۰ تا ۱۲۸۵ به فرمان ناصرالدین میرزا، فرزند مظفرالدین شاه در بخش شمالی محدوده ارگ سلطنتی ساخته شد. مساحت آن ۴۵۰۰ متر بود، که اکنون تنها ۹۰۰ متر از آن باقی‌ست. این خانه چهار صفه، کلاه‌فرنگی و حوضی زیر گنبد دارد. از نظر معماری، این بنا به معماری کویری تعلق دارد و طراحی آن با سایر بناهای دوره قاجار متفاوت است. این بنا، بر خلاف رسم خانه‌های اعیانی آن دوره، حیاط مرکزی و زیر زمین ندارد. دو بخش شاه‌نشین (درجبهه شمالی) و خدمه‌نشین (در جبهه جنوبی) روبه‌روی هم قرار دارند و هیچ ساختمانی آنها را به هم وصل نمی‌کند. سقف آن گنبدی‌ست و به تیمچه‌های کاشان شباهت دارد.
تا دوره پهلوی خانه متعلق به نوادگان ناصرالدین میرزا بود. پس از انقلاب ۱۳۵۷ ایران بدون مالک به حساب آمده و مصادره شد. اکنون صندوق بازنشستگی متولی این ساختمان است.

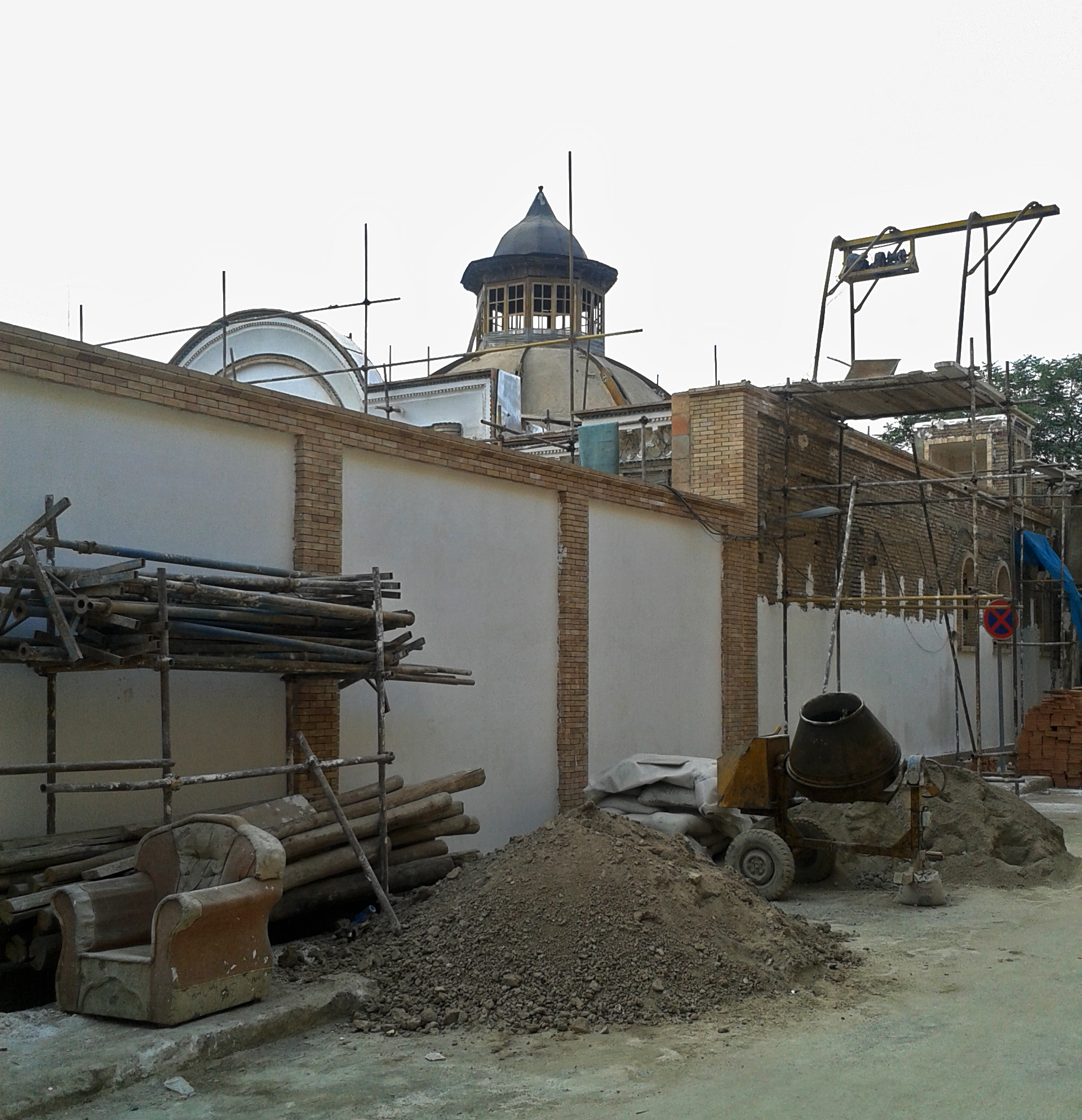
کلاه‌فرنگی خانه ناصرالدین میرزا